# تپه تازه‌آباد ۲
تپه تازه آباد ۲ مربوط به عصر مس و سنگ - عصر مفرغ - دوره اشکانیان است و در شهرستان کرمانشاه، بخش مرکز ی، دهستان بالادربند، ۵۰۰ متری شمال و شمال غرب روستای تازه آباد واقع شده و این اثر در تاریخ ۱۵ دی ۱۳۸۷ با شمارهٔ ثبت ۲۴۱۴۶ به‌عنوان یکی از آثار ملی ایران به ثبت رسیده است.